# Королева ночи (альбом)
| Оценки критиков | Оценки критиков |
| Источник        | Оценка          |
| --------------- | --------------- |
| InterMedia      | [ 2 ]           |

«Короле́ва но́чи» — первый мини-альбом украинской певицы Оли Поляковой, выпущенный 1 февраля 2019 года на лейбле Best Music.

## Синглы
19 сентября 2017 года певица выпустила новый сингл «Бывший». 30 октября вышел видеоклип, режиссёром которого стал Дмитрий Манифест, также в клипе снялся бывший партнёр певицы по проекту «Танцы со звёздами» Степан Мисюрка.
24 мая 2018 был представлен второй сингл «Королева ночи», а также видеоклип на него. Режиссерами нового клипа выступили Дмитрий Манифест и Дмитрий Шмурак, автором песни — Ольга Животкова. Песня получила золотую сертификацию на территории Украины, а также премию «Музыкальная платформа». Также клип является самым просматриваемым в карьере певицы, насчитывая более 50 миллионов просмотров.
19 ноября того же года был выпущен промосингл «Любовница», который певица начала исполнять в новом туре «Королева ночи». Песня является балладой, чем заметно выделяется на фоне остальных песен в репертуаре певицы. Песня получила победу на премии YUNA 2020 в категории «Лучший эстрадный хит».
15 февраля 2019 года был выпущен новый сингл «Лёд тронулся», а премьера клипа состоялась 8 марта. Видео снял режиссер Алан Бадоев, съёмки проходили в Ледовом дворце в Броварах, при участии чемпиона Украины и Европы в одиночном катании, фигуриста Дмитрия Дмитренко. Песня была отмечена как «лучшая песня» на премии «Музыкальная платформа».
5 июля 2019 года был представлен сингл «Звонила» в новой аранжировке.

## Список композиций
| №                   | Название            | Текст песни         | Музыка              | Длительность |
| ------------------- | ------------------- | ------------------- | ------------------- | ------------ |
| 1.                  | «Королева ночи»     | Ольга Животкова     | Ольга Животкова     | 3:36         |
| 2.                  | «Лёд тронулся»      | Дмитрий Сысоев      | Михаил Кошевой      | 3:38         |
| 3.                  | «Любовница»         | Ольга Животкова     | Ольга Животкова     | 3:41         |
| 4.                  | «Звонила»           | Мирослав Кувалдин   | Мирослав Кувалдин   | 3:44         |
| 5.                  | «Мадонна»           | Анастасия Лященко   | Анастасия Лященко   | 3:59         |
| 6.                  | «Семирамида»        | Дмитрий Сысоев      | Дмитрий Сысоев      | 3:43         |
| 7.                  | «Бывший»            | Мирослав Кувалдин   | Михаил Ясинский     | 3:22         |
| Общая длительность: | Общая длительность: | Общая длительность: | Общая длительность: | 25:45        |

## Награды и номинации
| Год  | Награда               | Категория              | Номинант / Работа | Результат | Ист.   |
| ---- | --------------------- | ---------------------- | ----------------- | --------- | ------ |
| 2018 | Музыкальная платформа | Лучшая песня           | «Королева ночи»   | Победа    | [ 12 ] |
| 2019 | YUNA                  | Лучшая исполнительница | Оля Полякова      | Номинация | [ 19 ] |
| 2019 | Музыкальная платформа | Лучшая песня           | «Лёд тронулся»    | Победа    | [ 17 ] |
| 2020 | YUNA                  | Лучший эстрадный хит   | «Любовница»       | Победа    | [ 15 ] |

## Тур «Королева ночи»
26 октября 2018 года певица презентовала своё новое шоу «Королева ночи» в киевском Дворце спорта при полном аншлаге. 26 октября, но уже 2019 года в том же Дворце спорта певица закрыла своё всеукраинское турне и вновь и полном аншлаге. Шоу было с восторгом встречено многими изданиями, многие описали его как «шоу высокого класса». Шоу было номинировано на премию YUNA как лучшее концертное шоу в 2018 и 2019 годах.
18 ноября 2019 года была показана телеверсия концерта на телеканале 1+1.
20 ноября 2019 года шоу было показано в Минске, на арене Prime Hall. Также в январе 2020 года с концертами певица посетила США и Канаду.

### Сет-лист
1. «Королева ночи»
2. «Номер один»
3. «Polyakova style»
4. «Любовница»
5. «Звонила»
6. «Лёд тронулся»
7. «Love is…»
8. «Мама»
9. «Бывший»
10. «Мадонна»
11. «О Боже, как больно»
12. «Цветочек аленький»
13. «Люли»
14. «Первое лето без него»
15. «Шлёпки»
16. «Семирамида»

На бис
17. «Королева ночи»